# Gastropteron pacificum
Gastropteron pacificum is een slakkensoort uit de familie van de Gastropteridae. De wetenschappelijke naam van de soort is voor het eerst geldig gepubliceerd in 1894 door Bergh.